# Kazushige Kirihata
Kazushige Kirihata (jap. 桐畑 和繁 Kirihata Kazushige; ur. 30 czerwca 1987) – japoński piłkarz. Obecnie występuje w Kashiwa Reysol.

## Kariera klubowa
Od 2006 roku gra w zespole Kashiwa Reysol.

## Kariera reprezentacyjna
W 2007 roku Kazushige Kirihata zagrał na Mistrzostwach Świata U-20.